# Ibán Cuadrado
Ibán Cuadrado, né Ibán Javier Alonso Cuadrado le 21 février 1979 à Salamanque, est un footballeur espagnol, qui joue au poste de défenseur.

## Biographie
Cuadrado se forme à La Masia dans les catégories inférieures du FC Barcelone. Il débute en équipe première sous les ordres de l'entraîneur Louis van Gaal lors d'un match de Ligue des champions. Après avoir joué avec le FC Barcelone C, il joue avec le FC Barcelone B entre 1998 et 2001.
En 2001, il est recruté par le Real Murcie où il devient vite un titulaire indiscutable jusqu'en 2008. Ibán Cuadrado joue au Málaga CF entre 2008 et 2010. Il joue ensuite brièvement au Rayo Vallecano, avant de rejoindre le SD Ponferradina en 2010. En 2011, il est recruté par l'UD Salamanque. Depuis janvier 2013, il joue dans le championnat chinois avec Shanghai Donghai.

## Palmarès
- Champion d'Espagne de D2 en 2003 avec Murcie